# Ґлаук Конюфца
Ґлаук Конюфца (алб. Glauk Konjufca; нар. 25 липня 1981, Приштина) — косовський активіст, журналіст і політик.
Міністр закордонних справ Республіки Косово з 3 лютого 2020 року по 3 червня 2020 року.
Виконувач обов'язків президента Косова з 22 березня 2021 року по 4 квітня 2021 року..

## Біографія
Нащадок албанців, які були вигнані з Бойніка в 1877—1878 роках. Вивчав філософію в Приштинському університеті.
Він працював заступником директора організації «Центр з прав людини». 2010 року обраний депутатом парламенту Косова від партії «Самовизначення». Конюфца був одним з віцепрезидентів Асамблеї Косова.
Спікер парламенту Косова з 26 грудня 2019 року по 3 лютого 2020 року та з 22 березня 2021 року.
Одружений, має одну дитину.